# Milejów (województwo lubelskie)
Milejów — wieś w Polsce położona w Obniżeniu Dorohuckim, w województwie lubelskim, w powiecie łęczyńskim, w gminie Milejów. Miejscowość leży przy drodze wojewódzkiej nr 829.
Wieś stanowi sołectwo Milejów. Według Narodowego Spisu Powszechnego z roku 2011 wieś liczyła 680 mieszkańców.
Wieś szlachecka położona była w drugiej połowie XVI wieku w powiecie lubelskim województwa lubelskiego. W latach 1975–1998 miejscowość administracyjnie należała do ówczesnego województwa lubelskiego.
Przez miejscowość przepływa rzeka Wieprz.
Wieś jest siedzibą rzymskokatolickiej parafii Parafia Wniebowzięcia Najświętszej Maryi Panny w Milejowie.

## Historia
Historia Milejowa sięga XV wieku. Był on wówczas własnością rodziny Kuropatwów, mających swą siedzibę w pobliskim Łańcuchowie. Większość ówczesnych milejowian była Rusinami, wszak rzeka Wieprz stanowiła dawniej granicę między krainami ruskimi a Polską jako krajem. Tutejsi mieszkańcy byli przeważnie wyznawcami prawosławia, lecz później (w XVII w.) stali się grekokatolikami. W XVII wieku Milejów należał do Węglińskich, a w XVIII stał się częścią majątku Suffczyńskich. W owym czasie ludność zmieniała obrządek z unickiego na rzymski, w związku z czym rozpoczęto starania o utworzenie parafii w rycie łacińskim. W I poł. XIX wieku właścicielem Milejowa został Antoni Meliton Rostworowski. Jego syn, Antoni Ignacy, doprowadził do skutku wieloletnie zabiegi i za jego czasów erygowano parafię (1858) i poświęcono kościół (1859). 
Rozwój działalności przemysłowej doprowadził do wyłonienia odrębnej osady fabrycznej - Milejowa-Osady. W dwudziestoleciu międzywojennym nazwę Milejów nosiły: folwark, osada fabryczna i wieś. Wszystkie one należały do gminy Brzeziny w powiecie lubelskim. Wieś liczyła 60 domów zamieszkałych przez 534 osoby, z których 1 była prawosławna, reszta - rzymskokatolicka, wszyscy zaś deklarowali narodowość polską. 

## Infrastruktura
W miejscowości znajdują się: zabytkowy kościół parafialny z plebanią, cmentarz, siedziba ochotniczej straży pożarnej, rodzinne ogródki działkowe, sklep Biedronka, przystanek komunikacji publicznej. 
Powstał także ośrodek treningowy wraz z boiskami piłkarskimi.